# Clorato di zinco
Il clorato di zinco è il sale di zinco dell'acido clorico, avente formula Zn(ClO3)2.
È un potente agente ossidante (E° ClO3– / Cl– = + 1,45 V in soluzione acida), grazie al suo elevato numero di atomi di ossigeno legati all'atomo di cloro: come tutti i 
clorati, è anche abbastanza instabile e si decompone oltre i 60 °C. 
È abbastanza igroscopico, e questo fa sì che esposto all'umidità perda molta della sua
efficacia.